# Tell Amarna
Tell Amarna – stanowisko archeologiczne w północnej Syrii, położone na zachodnim brzegu Eufratu. 

## Badania archeologiczne
Stanowisko było eksplorowane w ramach archeologicznych badań ratunkowych, związanych z budową tamy Teszrin na Eufracie. W latach 1991–1998 na zaproszenie Generalnej Dyrekcji Starożytności i Muzeów Syrii wykopaliska prowadziła misja Uniwersytetu w Liège, kierował nimi Önhan Tunca. Wysoki na około 20 metrów tell był badany w trakcie ośmiu kampanii wykopaliskowych, odsłonięto warstwy datowane od kultury Halaf (VI tysiąclecie p.n.e.) po okres bizantyjski (V wiek n.e.). Po odkryciu bazyliki, datowanej na V wiek n.e., do współpracy przy konserwacji oraz interpretacji znaleziska zaproszeni zostali archeolodzy i konserwatorzy z Centrum Archeologii Śródziemnomorskiej Uniwersytetu Warszawskiego, kierowani przez dr. Tomasza Waliszewskiego z Instytutu Archeologii UW oraz dr. Krzysztofa Chmielewskiego z Akademii Sztuk Pięknych w Warszawie. W latach 2000–2001 na Tell Amarna pracował zespół archeologów i konserwatorów z Belgii, Polski i Syrii. Między innymi zdjęto i przewieziono do magazynu w Damaszku ponad 40 fragmentów mozaik, w latach 2004–2005 poddano je konserwacji. Trzynaście z nich zostało sprowadzonych do Europy – stanowiły trzon wystawy "Tell Amarna w Syrii – Barwy chrześcijaństwa; Od malowanej ceramiki z VI tysiąclecia p.n.e. do bizantyjskich mozaik", prezentowanej w 2005 roku w Belgii, a następnie w Państwowym Muzeum Archeologicznym w Warszawie.  